# Eugerres axillaris
Eugerres axillaris és una espècie de peix pertanyent a la família dels gerrèids.

## Descripció
- Pot arribar a fer 19 cm de llargària màxima.[6][7]

## Alimentació
Menja petits invertebrats bentònics, algues i peixets.

## Hàbitat
És un peix marí, demersal i de clima tropical (27°N-14°N).

## Distribució geogràfica
Es troba al Pacífic oriental central: des del golf de Califòrnia fins al Salvador.

## Observacions
És inofensiu per als humans.